# Juliomys ximenezi
Juliomys ximenezi (Christoff, Vieira, Oliveira, Gonçalves, Valiati & Tomasi, 2016) è un roditore della famiglia dei Cricetidi endemico del Brasile.

## Descrizione

### Dimensioni
Roditore di piccole dimensioni, con la lunghezza totale tra 181 e 205 mm, la lunghezza della coda tra 101 e 113 mm, la lunghezza del piede tra 19,5 e 22 mm e la lunghezza delle orecchie tra 15 e 16 mm.

### Aspetto
La pelliccia è soffice e densa. Le parti dorsali sono bruno-arancioni, mentre le parti ventrali sono bianco crema. Il naso è arancione. Le zampe anteriori sono piccole e con il dorso giallognolo, il dorso dei piedi è arancione chiaro. Un ciuffo di lunghi peli giallastri è presente alla base di ogni artiglio.  La coda è molto più lunga della testa e del corpo, è marrone sopra, giallastra sotto e termina con un ciuffo di peli. Il cariotipo è 2n=32 FN=48.

## Biologia

### Comportamento
È una specie arboricola.

## Distribuzione e habitat
Questa specie è conosciuta soltanto nel Parco Nazionale di Aparados da Serra, nella parte nord-orientale dello stato brasiliano meridionale del Rio Grande do Sul.
Vive nelle foreste atlantiche.

## Conservazione
Questa specie, essendo stata scoperta solo recentemente, non è stata sottoposta ancora a nessun criterio di conservazione.